# Enrico De Amicis
Enrico De Amicis (1858 – Chiavari, 22 giugno 1925) è stato un matematico italiano.

## Biografia
Concluse gli studi a Pisa.
Nel 1895 è stato un socio fondatore della società Mathesis, di cui fu anche eletto presidente nel marzo 1905.
È stato uno dei pionieri e uno dei pochi studiosi a dedicarsi al campo di studio sui corpi solidi atermani. Alcuni di questi materiali sono oggi usati nella produzione di isolanti termici per l'edilizia.
Uno dei suoi lavori, Sulla teoria delle relazioni, venne anche tradotto in tedesco.
È stato professore e collega di Enrico Nannei nel regio istituto tecnico di Bari (prima del 1893, dalla prefazione al secondo volume di "elementi di geometria" di Enrico Nannei, Vallardi, 1893)